# دروري دروري-لو
اللفتنانت جنرال السير دروري كيرزون روري-لو (بالإنجليزية: rury Curzon Drury-Lowe)‏ ـ (3 يناير 1830 ـ 6 أبريل 1908) هو ضابط جيش بريطاني.
شارك دروري-لو في حرب القرم، حيث خاض معركة نهر تشيرنايا وشهد سقوط سيفاستوبول بعد حصارها، كما شهد ثورة الهند سنة 1857 والحرب الإنجليزية الزولوية. شارك في معارك الاحتلال البريطاني لمصر، واستسلم عرابي باشا له، وأُثني عليه في مجلس العموم ثناء حسنًا، فنال لقب سير في 18 نوفمبر 1882.
تقاعد دروري-لو سنة 1895، وتوفي في 6 أبريل 1908.